# HAPPY!STYLE Rookies
HAPPY!STYLE Rookies（ハッピー スタイル ルーキーズ）、または「はぴすたルーキーズ」は、芸能事務所であるスタイルキューブに所属する新人声優・タレントによるユニット。およびライブ活動。
「みんなをHAPPY！にしたい」というHAPPY! STYLE精神に基づき、それぞれの持つ個性を伸ばすべく日々レッスンに励んでいる。
2016年を最後に当該名義での活動が事実上なかったが、2024年12月、メンバーを一新し復活した。

## メンバー
- 月城莉奈（つきしろ りな、静岡県出身）
  - 森下純菜レギュラーライブ「GENKI!? Vol.137」で初登場
- 白石真菜（しらいし まな、神奈川県出身）
  - 森下純菜レギュラーライブ「GENKI!? Vol.137」で初登場
- 小田果林（おだ かりん、千葉県出身）
  - 森下純菜レギュラーライブ「GENKI!? Vol.137」で初登場
- 高槻みゆう（たかつき みゆう、福岡県出身）
  - 森下純菜レギュラーライブ「GENKI!? Vol.137」で初登場
- 和泉芳怜（いずみ かれん、神奈川県出身）[注 1]
  - 森下純菜レギュラーライブ「GENKI!? Vol.137」で初登場

## 所属していたメンバー
- 笹峰葵（ささみね あおい埼玉県出身）
  - 「HAPPY! STYLE Communication Circuit 001(2008年5月6日)」で初登場。
  - 2008年8月末日をもって卒業。
- 小倉唯（おぐら ゆい群馬県出身）（2008年5月6日 - 2009年5月6日[注 2]）
  - 「HAPPY! STYLE Communication Circuit 001(2008年5月6日)」で初登場。
  - 2009年5月6日の「HAPPY! STYLE Communication Circuit 006」を以って研修期間を終了し、同時にルーキーズを卒業してソロとなった[6]。現在はソロ活動の他、石原夏織との「ゆいかおり(2008年～2017年)」、声優アイドルユニット「StylipS(2012年～2013年)」メンバーとしての活動を行った。
- 石原夏織（いしはら かおり）
  - 「HAPPY! STYLE Communication Circuit 002(2008年7月6日)」で初登場。
  - 2009年9月7日の「アニソンぷらす×アニメ☆ダンス コレクション presents GIRLs-TechnoPop stadium～リキッドルームより残暑お見舞い！奇跡の2days～1日目～」を以って研修期間を終了し、同時にルーキーズを卒業してソロとなった。現在はソロ活動の他、小倉唯との「ゆいかおり(2008年～2017年)」、声優アイドルユニット「StylipS(2012年～2013年)」メンバーとしての活動を行った。
- 枝川みるる（えだがわ みるる）
  - 「HAPPY! STYLE Communication Circuit 003(2008年9月7日)」で初登場。2009年9月8日の「アニソンぷらす×アニメ☆ダンス コレクション presents GIRLs-TechnoPop stadium～リキッドルームより残暑お見舞い！奇跡の2days～2日目～」を以って研修期間を終了し、同時にルーキーズを卒業してソロとなった。
- 坂田奈穂子（さかた なおこ長崎県出身）
  - 「HAPPY! STYLE Communication Circuit 002(2008年7月6日)」で初登場。
  - 2009年2月28日の「GIRLs-RockPop stadium vol.43」以降、ライブ等の出演がない。
- 市川利奈（いちかわ りな愛媛県出身）
  - 「HAPPY! STYLE Communication Circuit 002(2008年7月6日)」で初登場。
  - 2012年6月30日をもって事務所を離れた。2014年に「平田梨亜」に改名。
- 松永真穂（まつなが まほ）
  - 「HAPPY! STYLE Xmas Special Talk LIVE“Tiny Xmas Fantasy”(2008年12月23日)」で初登場。
  - 2016年5月20日をもって事務所を離れた。
  - 2012年～2016年まで声優アイドルユニット「StylipS」メンバーとしても活動。
  - 2018年芸能界引退。

## 略歴
- 2008年4月に、「HAPPY! STYLE Communication Circuit 001」の開催が告知され、笹峰葵、小倉唯の2名が研修生として出演することが発表される。
- 2008年6月、石原夏織が002に出演することが公式ページを通して発表される。
- 2008年7月6日、「HAPPY! STYLE Communication Circuit 002」において、石原、坂田奈穂子、市川利奈が初出演。この時、石原の出演は事前に発表があったのに対し、坂田、市川については当日まで一切情報が流れず、サプライズでの参加となった。
- 2008年8月8日、「HAPPY! STYLE Rookies」の公式ページが開設され、新メンバーとして枝川みるるの加入と、笹峰葵の卒業が発表された。
- 2008年9月2日、ZAKZAKアニメ☆声優WEBラジオ内にて「はぴすた学園☆放送部」が配信開始。（2009年3月末まで）
- 2008年9月7日、「HAPPY! STYLE Communication Circuit 003」において、枝川みるるが初出演。
- 2008年10月25日、原宿アストロホールで行われた「Fantastic Fantasy Vol.1」に、小倉唯、石原夏織、枝川みるる、坂田奈穂子の4名が、SI☆NAのmanamiと共に出演。
- 2008年12月、カプセル兵団主催の部隊「臥龍頂上伝　～ドラゴンロード～」に市川利奈が出演。
- 2008年12月23日、「HAPPY! STYLE Xmas Special Talk LIVE “Tiny Xmas Fantasy”」において、松永真穂が初出演。
- 2009年5月6日、「HAPPY! STYLE Communication Circuit 006」において、小倉唯のはぴすたルーキーズ卒業が発表される。
- 2009年5月27日、FARM RECORDより発売されたコンピレーションアルバム「もえ☆ダンス　presented by アニメ☆ダンス」に枝川みるる、松永真穂の2人が参加。とらドラ!の「プレパレード」を歌っている。
- 2009年9月7日、「アニソンぷらす×アニメ☆ダンス コレクション presents GIRLs-TechnoPop stadium～リキッドルームより残暑お見舞い！奇跡の2days～1日目～」において、石原夏織のはぴすたルーキーズ卒業が発表される。なお、この日は小倉唯と石原夏織のコンビ「ゆいかおり」での出演であった。
- 2009年9月8日、「アニソンぷらす×アニメ☆ダンス コレクション presents GIRLs-TechnoPop stadium～リキッドルームより残暑お見舞い！奇跡の2days～2日目～」において、枝川みるるのはぴすたルーキーズ卒業が発表される。
- 2009年10月より、アメーバブログにて各メンバーのソロブログがスタート。
- 2024年12月8日、森下純菜レギュラーライブ「GENKI!? Vol.137」に、月城莉奈、白石真菜、小田果林、高槻みゆう、和泉芳怜の5名が「はぴすたルーキーズ」として出演することが決定。

## 出演

### ラジオ
- はぴすた学園☆放送部（2008年9月2日 - 2009年3月31日、ZAKZAKアニメ☆声優）[7]

### テレビ
- 腐女子の妄想発信基地（2009年7月19日 - 2010年3月18日、エンタ!371） - 枝川、市川のレギュラー番組[8]。全8回。

### ライブ
- 森下純菜レギュラーライブ「GENKI!? Vol.137」（2024年12月8日、渋谷TAKE OFF 7）[1][3]
- 森下純菜レギュラーライブ「GENKI!? Vol.138」（2025年2月16日、渋谷TAKE OFF 7）